# کراسفورد (لانارکشر جنوبی)
کراسفورد (به انگلیسی: Crossford) یک روستا در بریتانیا است که در لانارکشر جنوبی واقع شده‌است.